# Aeroclub Rawson
El Aeroclub Rawson (OACI: ? - FAA: RAW) es un aeroclub ubicado en la ciudad de Rawson, provincia del Chubut, Argentina. Se creó en 1971, se realizan vuelos de bautismo y funciona una escuela de aviación.